# Bantiger
Bantiger är en kulle i Schweiz. Den ligger i distriktet Bern-Mittelland och kantonen Bern, i den centrala delen av landet, 7 km nordost om huvudstaden Bern. Toppen på Bantiger är 947 meter över havet.